# 古代イスラエル
古代イスラエル（こだいイスラエル）は、伝説的な太祖アブラハムの時代からユダヤ戦争終結までのイスラエル古代史を概説する。古代イスラエル史は旧約聖書に基づく記述が多く見られるが、考古学的事実や他資料からの裏付けが取れている部分は相当に少ない。

## 伝説と史実性

### 考古学的に確認できる事柄
イスラエルの古代史は、文書資料としての旧約聖書が圧倒的な存在感をもっていたために、長らくこれに倣うか、神話的な部分を合理的に解釈しなおしたものを史実としてきた。しかしながら、同時代の文書や考古学的資料によって裏づけされた事柄はさほど多くない。
紀元前14世紀頃のエジプトの文書では、「アピル」と呼ばれる集団がパレスチナ（カナン）で略奪行動を行っていたことが確認できている。このアピル（シリアやメソポタミアの文書では「ハピル」ないしは「ハビル」とも呼ばれた）は民族名を指すものではなく、奴隷や傭兵にもなった非土着系の無法者やならず者といった社会階層を指す言葉であった。多くの学者がこのアピルとその後のヘブライ人のカナン進出に何らかの関係があったと考えているが定かなことは分かっていない。また、紀元前1207年の出来事を記したエジプトのイスラエル石碑には「イスラエル」という言葉が記述されており、この部族集団の実在を確認できる最古の文献とされている。その記述方法から、国家と呼べるほどの地位にはなく、半遊牧民や農村民のような存在であったと推察されている。
紀元前1200年前後は「海の民」が南西の海岸平野からシリアやカナン地方に侵入してきた頃であり、それを代表するのが旧約聖書にイスラエル人のライバルとして登場するペリシテ人である。イスラエル人はこれと同時期に山岳地域からカナン地方に進出してきてペリシテ人と衝突を繰り返した。一方、丘陵地帯の急激な変化は暴力的な侵略の跡はないことから、既存のカナン人・ペリシテ人から平和的に生じた部族とする見方もある。最近の考古学調査では、ガリラヤ山地、中央山岳地帯、南部ユダヤのネゲヴ北部などに前1200年頃から居住地域が急増し、西部に勢力を広げていったことが確認されている。この動きの中にイスラエル人たちの部族が含まれていたことは間違いが無い。

### イスラエル人の出自
ヨルダン川東岸の山岳地帯からカナン地方に進出してきた前述のイスラエル人達の出自は不明である。
イスラエル人たちが始祖とするアブラハムは、旧約聖書によれば「カルデアのウル」からカナンの地へ移住してきたことになっている。この「カルデアのウル」を南部メソポタミアのウルとするのはレオナード・ウーリーによって始められてから考古学者や歴史学者に支持されてきたものの、バビロニアからの移住は考えにくくメソポタミア北西部からの移住だとする見方もある。
彼らの出自としてはこの他にも、カナン諸都市の周辺部に居た半遊牧民達が山地に逃れて定住したとする説、カナンの諸都市の奴隷や下層民が都市を逃れて定住したとする説、アラム地方から移住してきたとする説など様々である。ヤハウェの起源は議論中であるが、鉄器時代初期はイスラエル人とカナン人の文化、つまり同じ神は同じであったと見られている。鉄器時代後期に、特定の民族の神々に関連する民族国家が出現した結果、ケモシュはモアブ人の神、ミルコムはアンモン人の神、カウスはエドム人の神、そしてヤハウェはイスラエルの神になったとされる。

### 3代の族長
旧約聖書の「創世記」には、アブラハムの子のイサク、イサクの子ヤコブが後の古代イスラエル人の祖先であるとしている（ヤコブの別名がイスラエル）。しかし、この3代の族長は、元々は別の部族が保持していた族長伝説が合わせられたと考えられている。アブラハムとイサクの記述には圧倒的に南部ユダ地方に置かれた聖所との関わりが記されており、ヤコブの記述にはサマリア地方やヨルダン川東岸の聖所が言及されていることから、アブラハムとイサクが南部のユダヤ系、ヤコブが北部やヨルダン川東岸系の部族の族長であったことが推測されるのである。イスラエル部族連合がその結びつきを強固にして、祭祀・伝承・神話を共有していく中で三代の族長の物語が形成されていったのだろうと考えられる。

### 出エジプト
旧約聖書の中でも大事件として扱われるのが、モーセのエジプト脱走である。それによれば、ヤコブの子のヨセフの時代にイスラエル人はエジプトに移住し、エジプト王の厚遇を得て栄えたが、王朝が代わって迫害が始まり、イスラエル人たちはモーセに率いられてエジプトを脱走し、40年間荒野を放浪して約束の地であるカナンに辿りついたというものである。この放浪中のシナイ山でイスラエル人たちは神と契約を結んで十戒を授かるなど、ユダヤ教の中でも極めて重要なエピソードであり、仮庵の祭りなどの形で現代のユダヤ教にも継承されている伝承である。
旧来の解釈によれば、イスラエル人たちを厚遇した王朝は紀元前1730年頃から紀元前1580年のヒクソスであり、ユダヤ人を迫害したのはイアフメス1世が建国した第18王朝、モーセのエジプト脱走は諸説あるものの、前13世紀の第19王朝ラムセス2世（在位前1279-1213）の時代である。しかし、文書資料が豊富なエジプト側には一切の記録が無いことから、旧約聖書にあるような壮年男子だけで60万人という大規模な脱走事件が起きた（出エジプト12:37、民数記1:46）ことは想定し難く、ごく少数者の脱走事件であったのだろうと推定されている。(この数字自体はゲマトリアで人数そのものではなく「イスラエルの子ら（このヘブライ語を数字に変換すると「六十万三千」になる）」といった言葉を意味するのではないかという説もある)。前述のイスラエル部族連合の中に「カリスマ的指導者に率いられてエジプトから脱出してきた」という伝承をもつ部族があって、その伝承が部族連合全体に広がって共有されていったのだろう。さらにエジプト脱出の伝承に、シナイ山における神の顕現に関する伝承が結び付けられて、シナイ山での契約の物語が成立したものと考えられている。

### カナン侵攻
前述のように、紀元前12世紀頃からイスラエル人たちは山岳地帯からカナン地方に進出した。これを描いたのが旧約聖書のヨシュア記と士師記である。この進出が敵対的侵攻だったのか平和的な定住だったのかについては諸説あるが、預言者的かつ軍事的指導者である「士師」が相次いで現れてイスラエル人全体を導いたとする旧約聖書の記述などからは敵対的侵攻が多く含まれていたことは確かである。ただし、旧約聖書の描く士師は、神の意志を伝えるシャーマン的な女性、特定地域で住民同士の様々な問題の仲裁に当たった小士師、一部部族の軍事的指導者たる大士師など様々である。旧約聖書の編纂期に、これらの人々が「イスラエル全体を裁き導くカリスマ的軍事指導者」の系列としてまとめられたとみる必要がある。

## イスラエル王国の誕生

紀元前830年代のレバント地方の勢力図
ユダ王国
イスラエル王国
ペリシテ都市州
フェニキア人
アモンの王国
エドムの王国
アラム･ダマスカスの王国
アラム人
アラブ族
ナブアツ族
アッシリア
モアブの王国

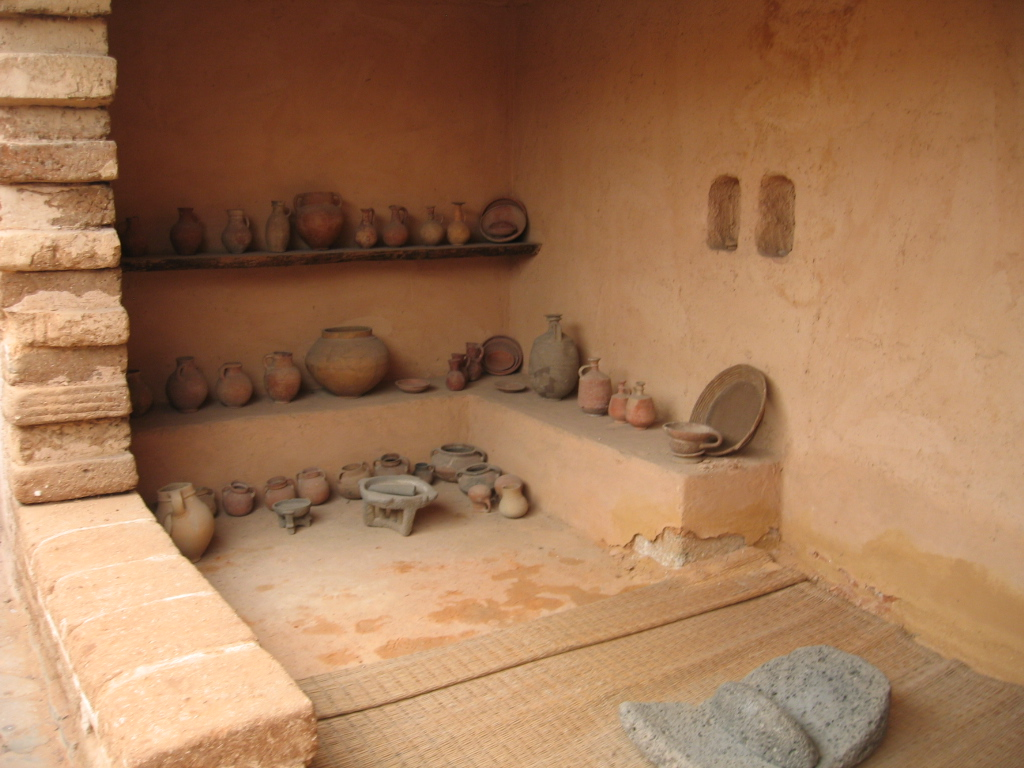
紀元前10世紀から7世紀頃の古代イスラエルの住居（再現）　テルアビブ、エレッツ・イスラエル博物館

### 士師の時代から王政へ
サムエル記によると、紀元前1080年頃ペリシテ人が北部のガリラヤを制圧し、その地域のイスラエル人が奴隷となると、最後の士師で預言者でもあったサムエルは、サウルを始めてのイスラエルの王として任じた。この王はペリシテ人との戦いへの必要から選出された軍事的な指導者であった。
サウル王の死後、サムエルに見出されたダビデは南部のユダ族をまとめて王となり、都ヘブロンを中心とした王国を建てる。これに対して北部イスラエルの11部族はサウルの死後、その子イシュバールを王とし、都マハナイムを中心に王国を建てた(サムエル下2:9-11)。これら二王国の内紛は7年以上続くが、イシュバールの死後、両国はダビデを王として認めることで和解した。
紀元前995年頃、ダビデは両王国の中心に位置するエルサレムのエブス人を倒し、以後、ここを拠点にペリシテ人らを退け、イスラエル王国（統一王国）を築いた。
ダビデの死後、紀元前963年にその子の一人ソロモンが国王を継ぐ。ソロモンは引き続き国の体制を整え諸外国との交易を盛んにし、またエルサレムに大きな神殿（エルサレム神殿）を建てた。この神殿は後世、第一神殿と呼ばれることになる。
ソロモンの死後、部族間の抗争により統一体制は崩れ、やがて10部族がイスラエル王国（北王国）として独立し、南のエルサレムを中心とするユダ王国（南王国）と分離することになる。以後両国は盛んに争ったが、この戦争によって国力が衰えた。
北王国の首都サマリアは紀元前721年にはアッシリアによって陥落した。アッシリアのサルゴン2世はサマリアのイスラエル人指導層などを奴隷として連れ去りまたは追放して、その土地にメソポタミアなどからの異民族を移住させた。ここにイスラエル王国は滅亡する。このとき故地から引き離されたイスラエル人たちは後に「失われた十部族」と呼ばれている。またサマリアにはアッシリア支配下の各地からの移民が移り住み、イスラエル王国の故地に残ったイスラエル人と移民との間に生まれた人々がサマリア人と呼ばれるようになった。サマリア人は、混血したことや移民たちの信仰をユダヤ教に混交させたことから後に差別される存在となった。

### 貢納国としてのユダ王国

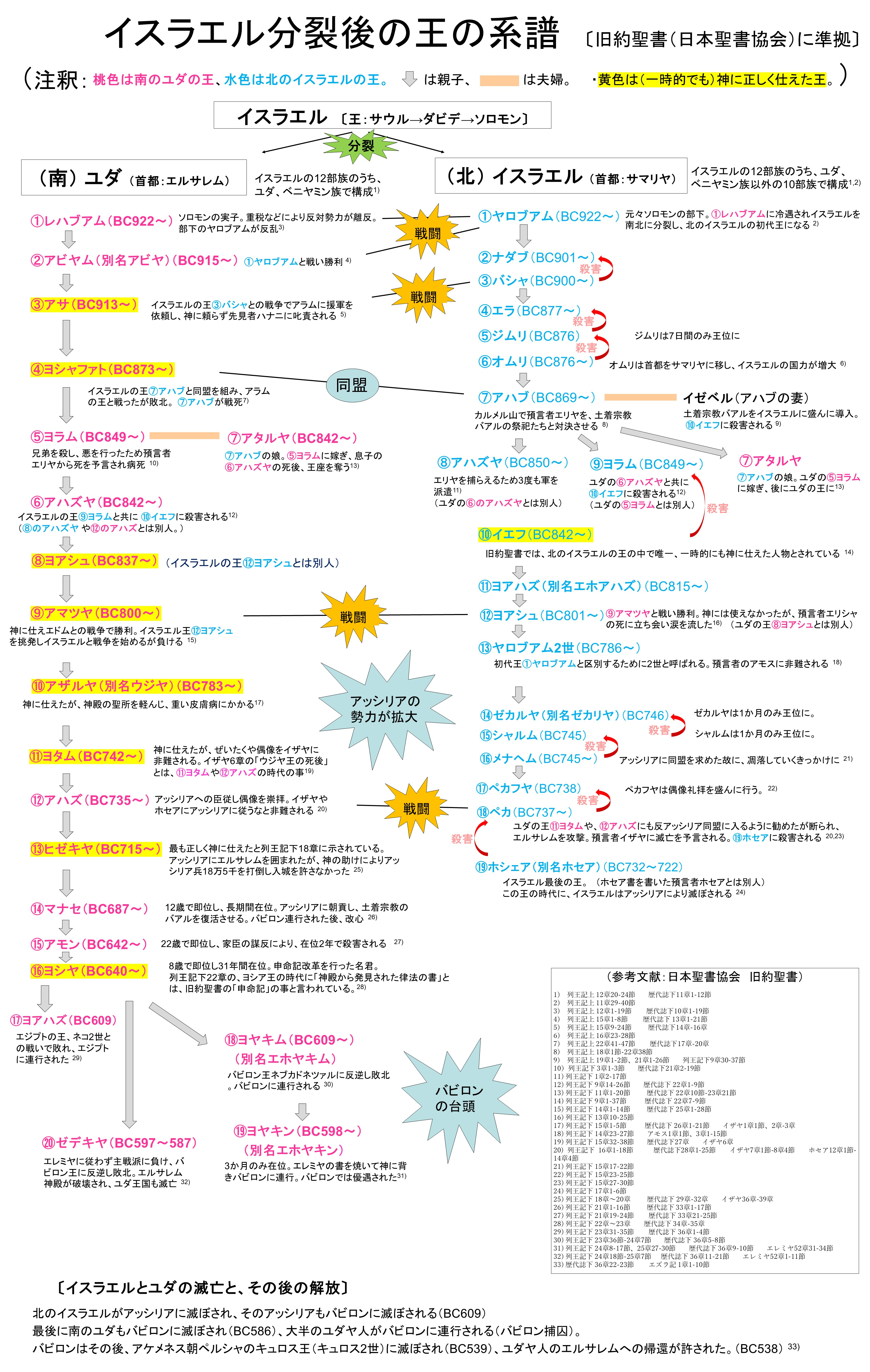
イスラエル分断後　イスラエルとユダの王の系譜

一方の南部のユダ王国はアッシリアの貢納国として独立を保った。ヒゼキヤ（前715？-686年）が王のときにアッシリアとの間に戦争を起こすが、前701年にはエルサレムが包囲され陥落されそうになり、和議を結んで再び貢納国として独立を保った。
前612年にアッシリアが新バビロニアに滅ぼされたため、旧北王国の領土が解放された。これを受けてヨシヤ（前647-609年）は国内の宗教改革に取りかかった。前622年に祭壇から発見されたとする『申命記』の記述に従って、国内の祭儀と司祭制度を中央集権化した（申命記改革）。
前597年、新バビロニアのネブカドネザルがエルサレムに侵攻し、ヨヤキン王を含めた1万ほどのイスラエル人をバビロンに連れ去り捕虜とした。これは第一回の捕囚と呼ばれる。その後ユダ王国は新バビロニアの貢納国となったが、10年後にゼデキア王が完全独立を試みる。だが紀元前586年にはネブカドネザルによってエルサレム城壁が崩され神殿は破壊された。ここにユダ王国は滅亡。このときもバビロンに多くが捕虜とされて連れて行かれたが、これは第二回の捕囚と呼ばれる。捕囚されたユダヤ人たちのバビロンでの生活はかなり自由であった。

### ユダヤ人のエルサレム帰還
新バビロニアを滅ぼしたアケメネス朝（ペルシア）のキュロス2世（前600年頃-前529年）は、紀元前538年にイスラエル人を解放する。だがバビロニアでの生活を捨ててエルサレムに帰還したユダヤ人は2～3割と言われている。それ以外の多くは自由意志でバビロニアに残留した。
ペルシア王ダレイオス1世治下の紀元前515年、ゼルバベルの指導でエルサレム神殿が再建された。これは第二神殿と呼ばれている。紀元前458年にエズラの指導のもとで二度目の集団帰還が行われた。またネヘミヤとエズラとがこの時期、国の整備とユダヤ教の形式とを固め、これが現代のユダヤ教またはユダヤ文化へ直接に影響している。ユダヤ人の民族外結婚を禁じたのもこの時であり、これによってユダヤ民族の独自性が今日にまで保たれている。

## ヘレニズム時代

### アレクサンドロス大王
紀元前333年にマケドニア王国のアレクサンドロス3世（アレクサンドロス大王）がペルシアのダレイオス3世を打倒すると、ユダヤ地方もギリシアの支配下に入った。ヘレニズム国家支配時代の始まりである（ヘレニスト）。
ヘレニズム国家による支配は紀元前143年まで続くが、ギリシアの自由政策のもとユダヤ人による自治と宗教の自由は守られ国内の商業も盛んとなった。同時にユダヤ地方がギリシャ風のヘレニズム文化の影響を受けていくことになる。

### プトレマイオス朝の支配
アレクサンドロス大王が逝去すると、その領土は将軍たち（ディアドコイ）によって分割され、その支配を巡る争いが起きた（ディアドコイ戦争）。ユダヤを含むシリア地方南部は始めエジプトを領したプトレマイオス朝の支配を受けたが、この地方に手を伸ばすセレウコス朝（シリア）との間で何度も戦いが繰り返された。
この時代、紀元前3世紀の中頃、エジプトのアレクサンドリアにおいて聖書がギリシャ語に翻訳された。これを『七十人訳聖書』という。

### セレウコス朝の支配
セレウコス朝は数次にわたる戦いの末、遂に紀元前198年にユダヤ地方を含む地域の支配権を獲得した。
紀元前175年にはセレウコス朝のアンティオコス4世エピファネスがプトレマイオス朝を圧迫し、アレクサンドリアも陥落寸前となった。ここにおいて急速に勢力を伸ばしていた共和政ローマが中東における巨大勢力の誕生を危惧して、中東情勢に介入したため、プトレマイオス朝は滅亡を免れた。このアンティオコス4世はユダヤにおいてもヘレニズム化政策を強引に押し進め、エルサレム神殿での異教崇拝などを強要したため、ユダヤ人の反感は高まっていった。

## ハスモン朝、ヘロデ朝とローマ支配時代

### マカバイ戦争とハスモン朝

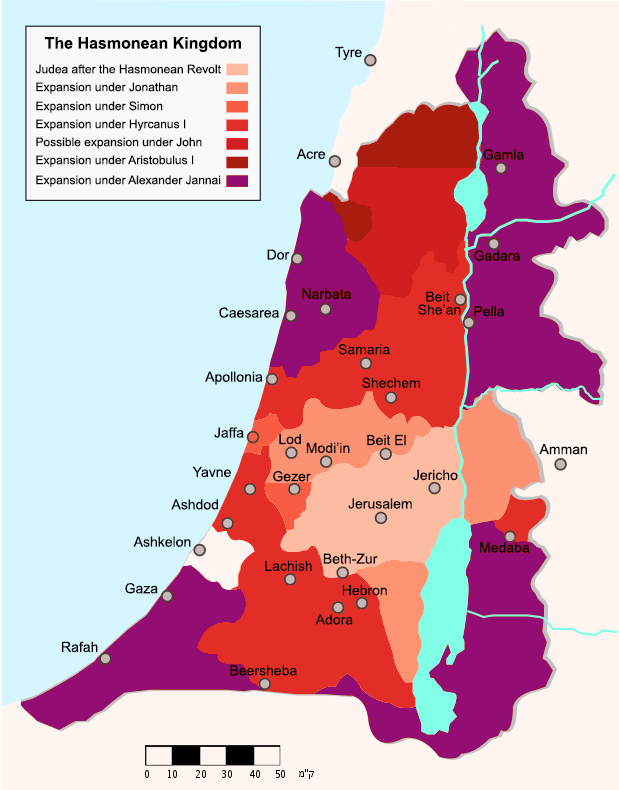
ハスモン朝の拡大　マカバイ家の蜂起（紀元前167年）からアレクサンドロス・ヤンナイオスの治世（紀元前76年）まで

紀元前167年になると祭司マタティアとその息子たち（マカバイ家）をリーダーとする反乱が勃発した。マタティアが死去すると息子のユダ・マカバイ（ユダス・マカバイオス）をリーダーとして戦闘が継続され、紀元前164年にエルサレム神殿を奪回した。ユダの死後は兄弟のヨナタンが指揮を執った。
この一連の戦いをマカバイ戦争といい、この戦争のユダヤ人側の観点による記録が「マカバイ記」である。ヨナタンとその兄弟シモンは諸勢力との合従連衡を巧みに繰り返し、紀元前143年にはセレウコス朝の影響を脱してマカバイ家による支配を確立させた。ここに実に数百年ぶりにユダヤ人による独立国家が回復した。
この国家は紀元前130年頃、セレウコス朝の支配力の増大によって、一度は独立を失ったが、セレウコス朝の内紛によって再び独立を獲得した。シモンの息子ヨハネ・ヒルカノス1世は父の死後、父の保持していた大祭司にして首長というユダヤ神権政治の権威を世襲した。このマカバイ家の世襲支配によるユダヤ独立国家を、祭司マタティアの曽祖父ハスモンの名からハスモン朝という。
ヨハネ・ヒルカノス1世は軍事的才能と傭兵の力によって支配領土を拡大することに成功した。ハスモン朝のやり方は伝統的なユダヤ人の反感を買うこともあった。この時期にユダヤ教敬虔主義からエッセネ派、ファリサイ派、サドカイ派が起こり、特にエルサレム神殿祭司層を中心としたサドカイ派と在家で民間基盤のファリサイ派の対立が激しくなる。

### ハスモン朝の内紛とヘロデ朝の成立

紀元前89年頃の東地中海およびオリエント

ヨハネの子で親サドカイ派のアリストブロス1世が始めて「王」の称号を名乗った。以後、弟アレクサンドロス・ヤンナイオス、さらにその死後、親ファリサイ派の妻サロメ・アレクサンドラは息子ヨハネ・ヒルカノス2世を大祭司に立てて統治した。
サロメが死ぬと、ヨハネ・ヒルカノス2世が王位を継いだが、弟アリストブロス2世は武力にものを言わせてこれを奪取。王位に就いた。
紀元前63年にはローマのポンペイウスが中東へ遠征してきてセレウコス朝を滅ぼした。当時のハスモン朝はヨハネ・ヒルカノス2世とアリストブロス2世の争いが続いていた。両勢力はローマへの接近を図るが、ローマは無能なヒルカノス2世の方が傀儡に相応しいと考え、支援したため、アリストブロス2世は死に追い込まれた。
ユダヤはこうしてある程度の自治を認められながら、ローマのシリア属州の一部となった。この時期、ローマに取り入ってユダヤの実権を握ったのはヒルカノス2世の武将でエドム人系のアンティパトロスであり、ユリウス・カエサルからも地区統治を委任された。紀元前43年にアンティパトロスが暗殺され、息子ファサエロスとヘロデが後継となってからも親ローマ路線を取った。カエサル暗殺後はガイウス・カッシウス・ロンギヌスへ味方し、フィリッピの戦いでカッシウスらが敗北した後はマルクス・アントニウス、アクティウムの海戦でアントニウスが敗北した後はアウグストゥスへ従った。
紀元前40年、先の王アリストブロス2世の息子アンティゴノスが隙に乗じてヒルカノス2世とファサエロスを捕らえると、ヘロデは辛くも脱出。ローマに渡って支援を要請した。

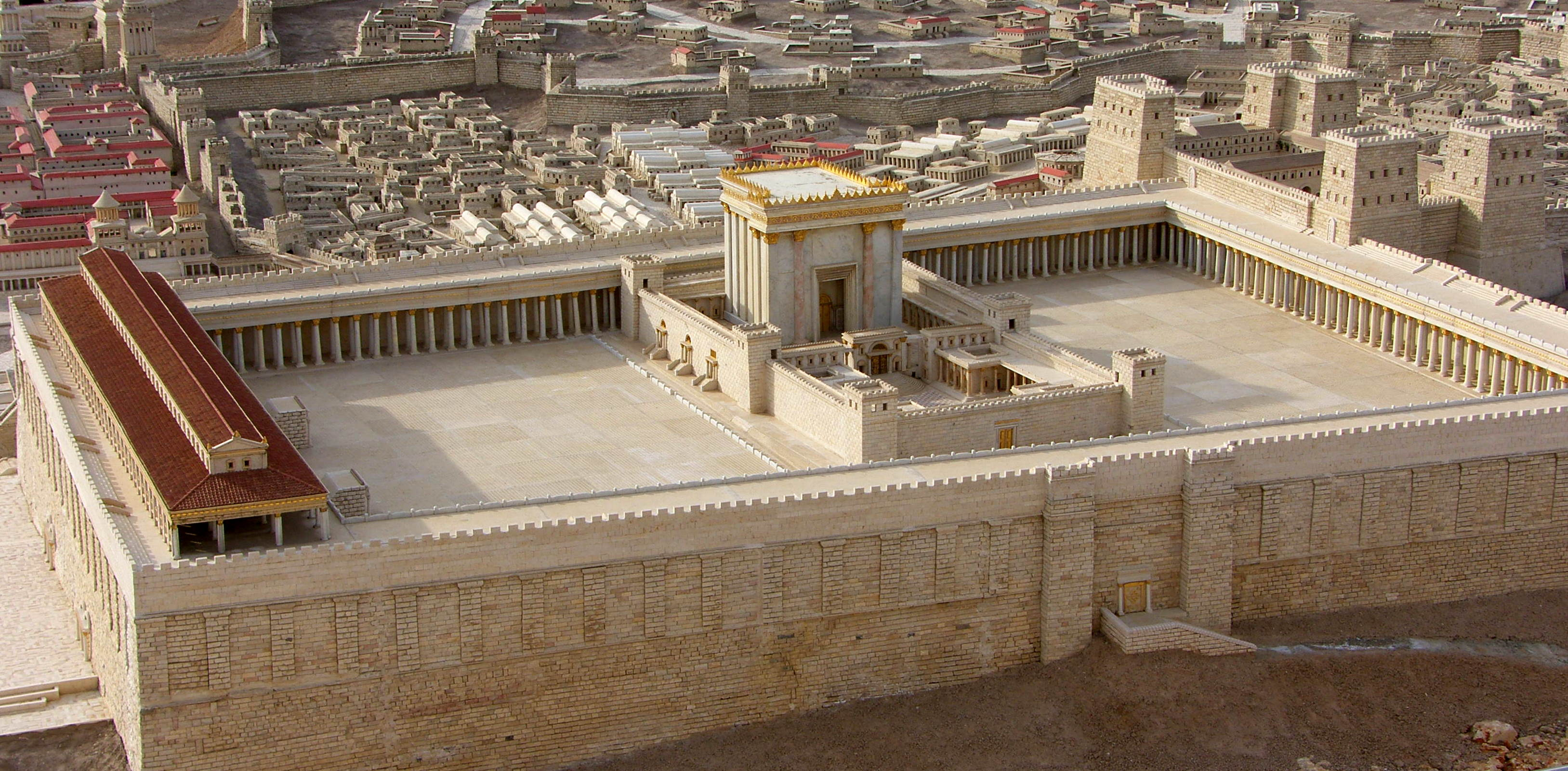
ヘロデ大王によって改装された第二神殿を再現した模型　イスラエル博物館

ヘロデはユダヤの王という称号を認められ、エルサレムに帰還してアンティゴノスを撃破。紀元前37年に捕虜となったアンティゴノスが処刑されハスモン朝が滅亡し、ヘロデが開祖となるヘロデ朝が成立した。大王と称されたヘロデは純粋なユダヤ人でなかったので、ヒルカノス2世の孫マリアンメ1世を妻にするなどハスモン朝の血統を利用しながら、自らの正当性を確立していった。そして不要となるとハスモン朝の血を引く人々を全て殺害していった。
猜疑心に憑りつかれたヘロデが紀元前4年に血に塗れた生涯を終えると、その息子たちによってユダヤは分割統治された。ローマはユダヤ王の称号をヘロデの息子たちに与えず、ユダヤ、エルサレム、サマリアをヘロデ・アルケラオスが、ペレヤとガリラヤをヘロデ・アンティパスが、ゴランとヨルダン川東岸をヘロデ・フィリッポスがそれぞれ統治した。結局アルケラオスの失政のため、ユダヤはローマの総督による直轄支配となった。

### 対ローマ戦争
ローマ帝国はユダヤでサンヘドリン（最高法院）に宗教的権威を認めながらも政治的権威を与えなかった。ユダヤは総督の支配に置かれたが、総督たちがユダヤ文化を軽蔑し、失政を繰り返したこともユダヤ人の反感を募らせた（そもそもユダヤ人にはローマ帝国の国是である政教分離の概念が無かった）。その間、ヘロデ大王の孫アグリッパ1世がユダヤの統治をしたこともあったが、死後はまた総督直轄に戻された。
66年、遂にユダヤ人の不満が爆発し、ここに独立を目指してユダヤ戦争（第1次ユダヤ戦争）が勃発。しかし70年にはローマ軍が半年にわたってエルサレムを包囲し兵糧攻めにしてついに陥落、神殿も破られた。（この間の事情はフラウィウス・ヨセフスの『ユダヤ戦記』に詳しい。）。
115年からはキトス戦争が起き、132年にはバル・コクバに率いられた反乱（バル・コクバの乱）が起きた。バル・コクバはユダヤの独立を達成し、キリスト教徒を除く全ユダヤ人からメシアであると承認された。彼はエルサレムで二年半の間イスラエルの大公（ナーシー）として統治した。彼の公国は135年にローマ帝国によって征服された。
大きな反乱が続発し、ユダヤ人の統治の困難さに手を焼いたローマ人はユダヤ地方からユダヤ色を一掃しようと考え、ユダヤ人が忌み嫌っていたペリシテ人の名前をとり、この地方をパレスチナと名づけた。ユダヤ人たちはこれ以前にも既に広くローマ帝国内や各地に離散していたが、ここに再び多くのユダヤ人が離散を余儀なくされ、長いディアスポラの時代が始まった。ローマによるエルサレム神殿破壊の結果、神殿祭儀中心の古代ユダヤ教は終焉し、以後ユダヤ教の学問の中心はガリラヤ地方に移り、ファリサイ派の伝統を下地に、今日の現代ユダヤ教にまで発展するユダヤ教の原型ができた。